# Phyllanthus singampattianus
Phyllanthus singampattianus là một loài thực vật có hoa trong họ Diệp hạ châu. Loài này được (Sebast. & A.N.Henry) Kumari & Chandrab. miêu tả khoa học đầu tiên năm 1987.